# جنسن پانتیر
جنسن پانتیر (انگلیسی: Jansen Panettiere؛ زادهٔ ۲۵ سپتامبر ۱۹۹۴ – درگذشتهٔ ۱۹ فوریهٔ ۲۰۲۳) بازیگر و صداپیشه اهل ایالات متحده آمریکا بود. وی از سال ۲۰۰۲ تا ۲۰۲۳ میلادی مشغول فعالیت بود.
از فیلم‌های او می‌توان به جوانک رزمی‌کار و جاعل اشاره کرد.